# گولدرز گرین
latitudeگولدرز گرینlongitudeگولدرز گرین
گولدرز گرین (به انگلیسی: Golders Green) یک ناحیه در لندن است که در منطقه بارنت لندن واقع شده‌است.
ایستگاه متروی گولدرز گرین در ناحیه قرار دارد.

## نگارخانه

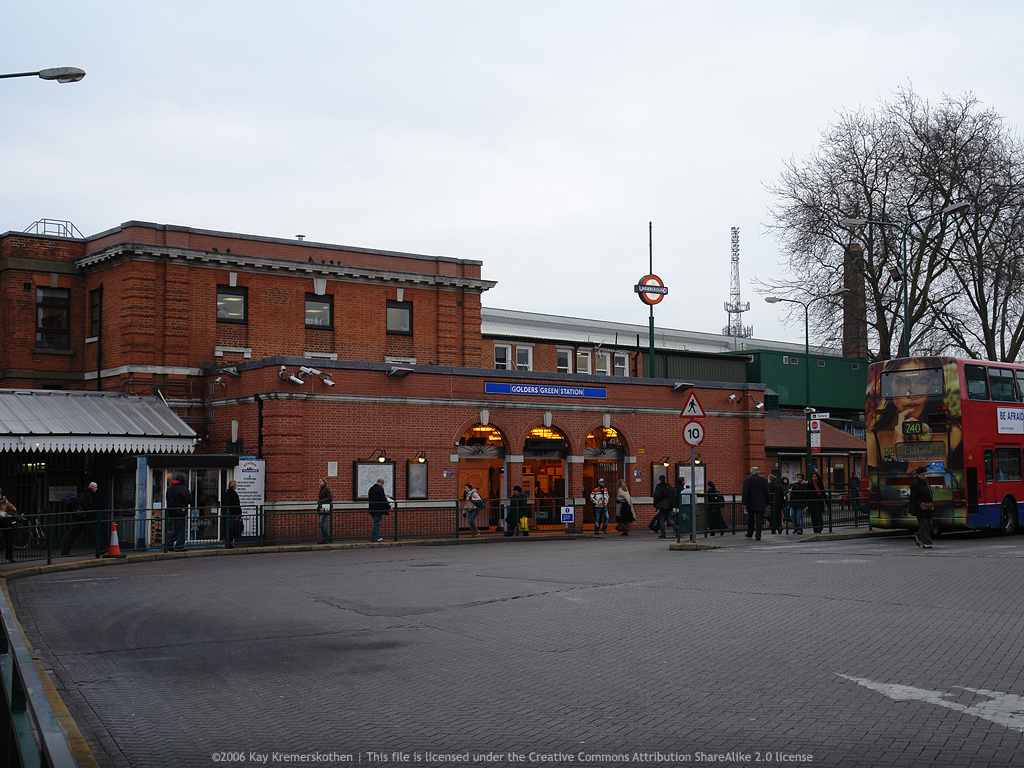
ایستگاه متروی گولدرز گرین
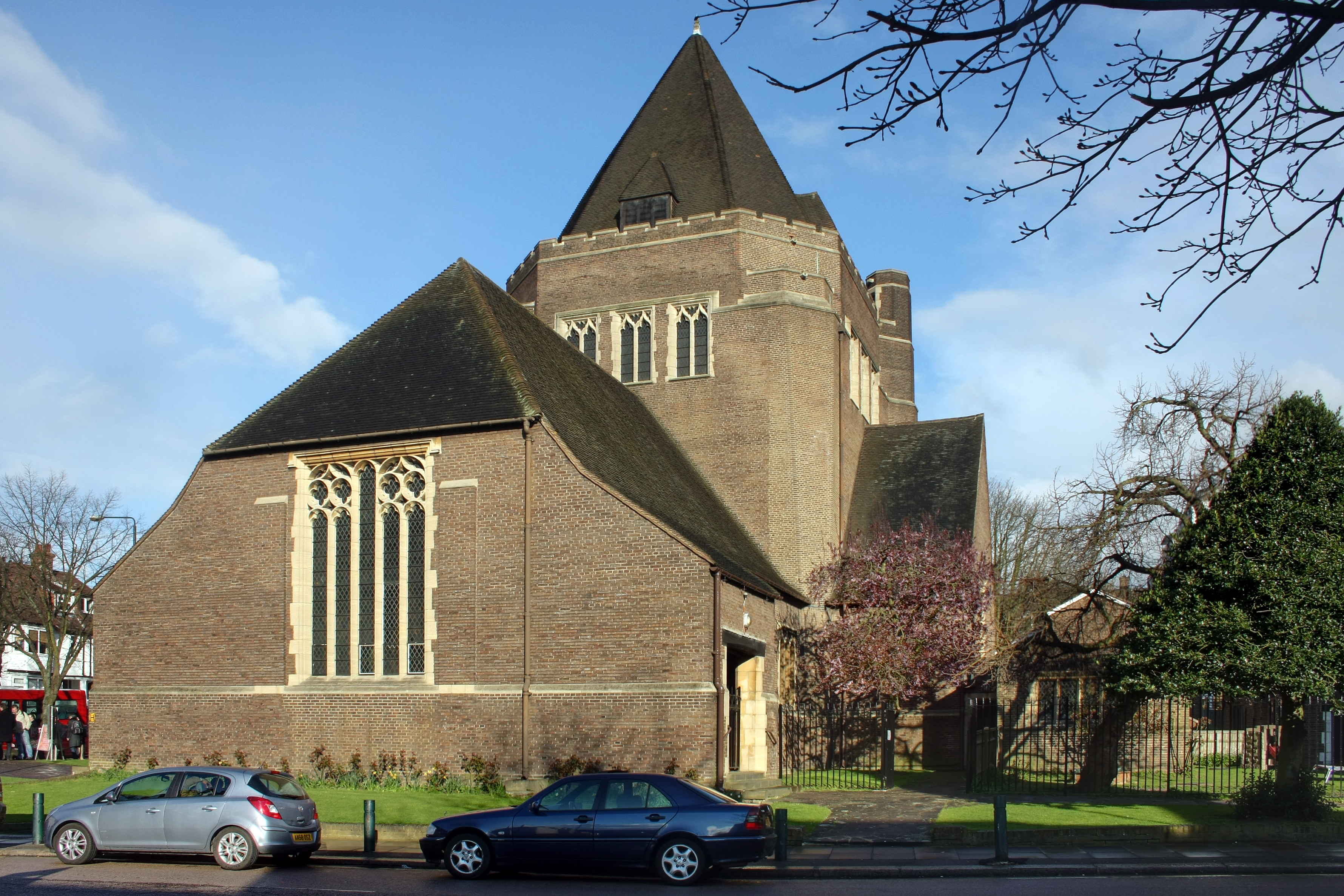
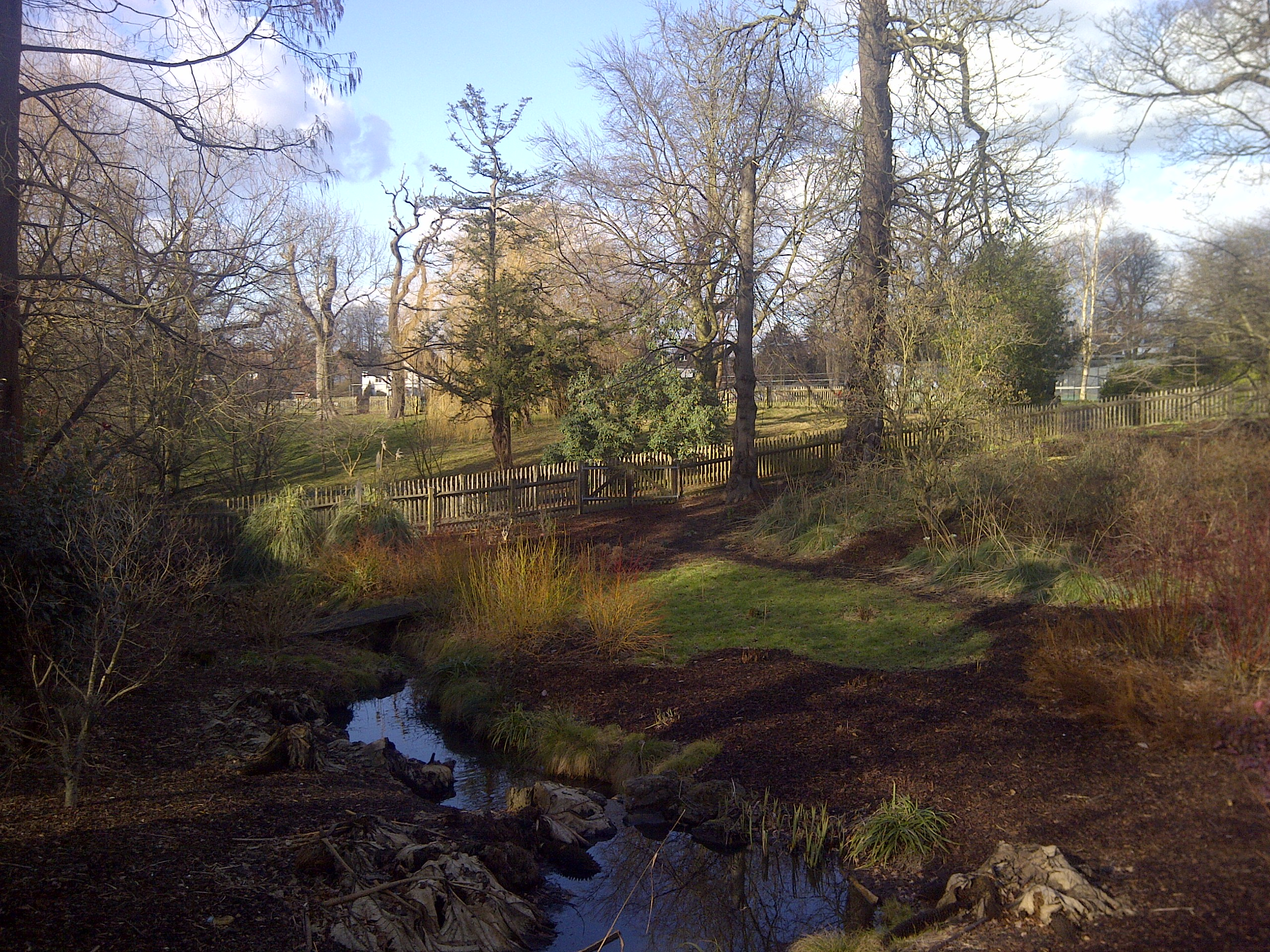
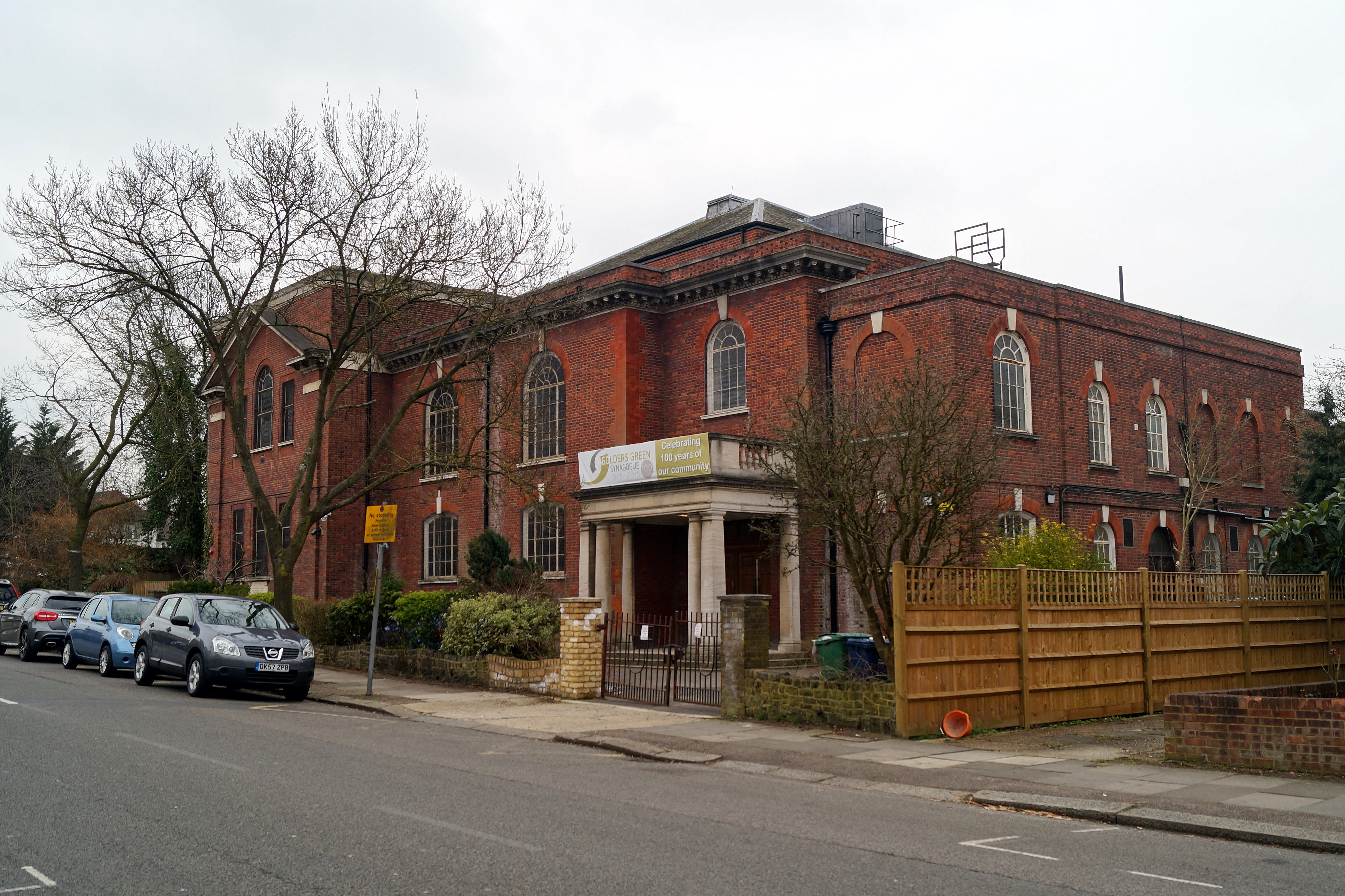